# Skopje Jazz Festival
Jazz festival Skopje je džezovski festival, ki se od leta 1982 odvija v Skopju v Severni Makedoniji. 
Čeprav festival spodbuja žanr, ki se zdi oddaljen od lastne kulture in tradicije, privablja veliko občinstva in je deležen pozornosti širom Balkana in v preostali Evropi. Glasbeniki, ki so nastopili na festivalu, so Marshall Allen, Art Ensemble of Chicago, Anthony Braxton, Brazilian Girls, Ray Charles, Zoran Madzirov, Stanley Clarke, Ornette Coleman, Chick Corea, Al Di Meola, Gotan Project, Charlie Haden, Herbie Hancock, Dave Holland, Maria Joao, DD Jackson, Rabih Abou-Khalil, Vlatko Stefanovski, Theodosii Spassov, Simon Kiselicki, John McLaughlin, Pat Metheny, Youssou N'Dour, Tito Puente, Gregory Porter, Toni Kitanovski, Sierra Maestra, Goce Stevkovski, McCoy Tyner in Joe Zawinul. 
Festival je del Evropske jazzovske mreže in Evropskega foruma svetovnih glasbenih festivalov. Jazz festival organizira tudi OFFfest, kjer je na voljo tudi glasba drugih žanrov.